# بارت ولنس
بارت ولنس (انگلیسی: Bart Wellens؛ زادهٔ ۱۰ اوت ۱۹۷۸) دوچرخه‌سوار اهل بلژیک است.
وی در مسابقات کشوری و بین‌المللی در مجموع برندهٔ ۲ مدال طلا، ۱ مدال نقره شده‌است.